# アーチボルド・ケネディ (初代エイルザ侯爵)

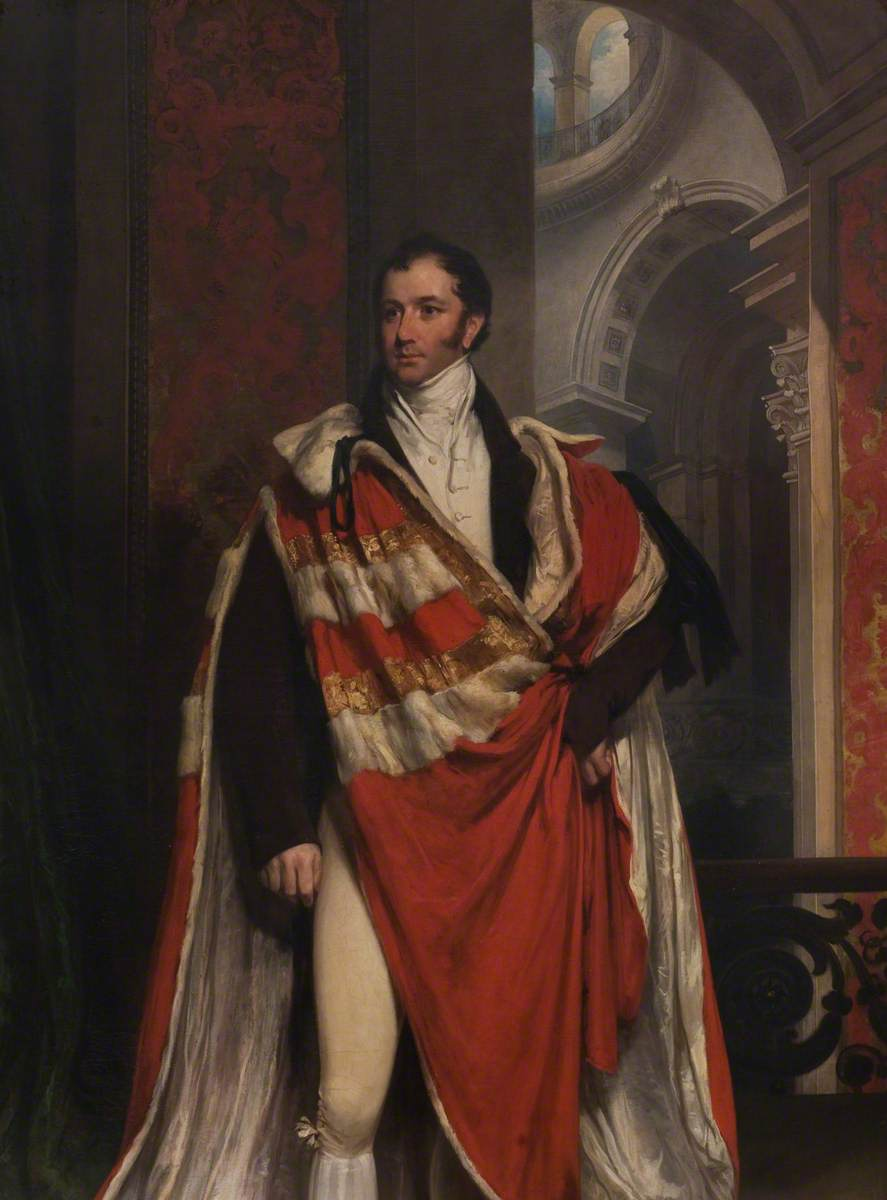
ウィリアム・オーウェンによる肖像画、1816年。

初代エイルザ侯爵アーチボルド・ケネディ（英語: Archibald Kennedy, 1st Marquess of Ailsa KT FRS、1770年2月 – 1846年9月8日）は、イギリスの貴族、政治家。1796年から1806年までスコットランド貴族代表議員を務めた。

## 生涯
第11代カセルス伯爵アーチボルド・ケネディと2人目の妻アン（Ann、旧姓ワッツ（Watts）、1793年12月29日没、ジョン・ワッツの娘）の長男として、1770年2月に生まれた。
1790年に歩兵中隊を編成し、のちにウェスト・ローランド・フェンシブルス（West Lowland Fencibles）副隊長を務めた。
1792年に父がカセルス伯爵位を継承したとき、議会入りを望んだ。このとき、カセルス伯爵家のエアシャー選挙区における勢力が強かったが、1794年12月30日に父が死去してカセルス伯爵位を継承することになり、スコットランドにおける庶民院議員の被選挙権を失った。1795年4月、父の遺産継承者として正式に認定された。
1796年イギリス総選挙ではウィリアム・フラートンを支持してたが、フラートンはダンダス家の支持を得られず、対立候補のヒュー・モンゴメリーが勢力の強いエグリントン伯爵家出身だったこともあり、フラートンは26票対30票で落選した。同年にヒューがエグリントン伯爵位を継承すると、フラートンは補欠選挙に出馬して、カセルス伯爵の支持を得て無投票で当選した。1797年にはカセルス伯爵がグレートブリテン貴族への叙爵を目指して、フラートンへの支持をやめると噂されたが、伯爵はこれを否定、フラートンは1802年イギリス総選挙で再選した。
1803年2月に同族のトマス・ケネディ（Thomas Kennedy）の出馬を模索したが、初代メルヴィル子爵ヘンリー・ダンダスに支持を拒否され、ケネディの立候補を断念している。1796年から1806年までスコットランド貴族代表議員を務めた後、1806年11月12日に連合王国貴族であるエアシャーにおけるエイルザのエイルザ男爵に叙された。以降もエアシャー選挙区におけるエグリントン伯爵への敵対を続け、1819年12月にエグリントン伯爵が死去するとエアシャー統監への任命を期待したが、結局任命されなかった。
1819年2月18日、王立協会フェローに選出された。
1821年戴冠式記念叙勲において、1821年7月17日にシッスル勲章を授与された。
貴族院では1820年にジョージ4世妃キャロライン・オブ・ブランズウィックへの痛みと罰法案に賛成票を投じ、第1回選挙法改正の第2次法案（1831年10月）に代理投票で賛成票を投じた。
国王ウィリアム4世の親しい友人であり、次男がウィリアム4世の庶出の娘と結婚したほか、1831年9月10日には連合王国貴族であるエアシャーにおけるエイルザ島のエイルザ侯爵に叙された。
1846年9月8日にロンドンのセント・マーガレッツで死去、アンガスのダンで埋葬された。長男アーチボルドに先立たれたため、孫アーチボルドが爵位を継承した。

## 家族
1793年6月1日、マーガレット・アースキン（1772年ごろ – 1848年1月5日、ジョン・アースキンの娘）と結婚、2男4女をもうけた。
- アーチボルド（英語版）（1794年6月4日 – 1832年8月12日） - 庶民院議員[9]。1814年5月1日、イリナ・アラーダイス（Eleanor Allardyce、1832年11月16日没、アレクサンダー・アラーダイスの娘）と結婚、子供あり。第2代エイルザ侯爵アーチボルド・ケネディの父[1]
- アン（1797年6月26日 – ?） - 1821年8月10日、第2代準男爵サー・デイヴィッド・バード（英語版）と結婚、子供あり[1]
- メアリー（1799年5月4日 – 1886年） - 1833年12月10日、リチャード・オズワルド（Richard Oswald、1834年1月9日没、リチャード・アレクサンダー・オズワルド（英語版）の息子）と結婚[1]
- マーガレット（英語版）（1800年6月16日 – 1889年9月3日） - 1817年11月14日、トマス・エア（Thomas Eyre、1790年10月21日 – 1833年3月22日、ニューバラ伯爵の僭称者）と結婚、子供なし[1]
- ジョン（1802年6月4日 – 1831年3月6日） - 1827年7月5日、オーガスタ・フィッツクラレンス（1865年12月8日没、国王ウィリアム4世の庶出の娘）と結婚、子供あり[1]
- アリス・ジェーン（1805年7月2日 – ?） - 1824年3月19日、ジョナサン・ピール（英語版）（1879年2月13日没、初代準男爵サー・ロバート・ピールの息子）と結婚、子供あり[1]